# 野龙竹
野龙竹（学名：Dendrocalamus semiscandens）为禾本科牡竹属下的一个种。

## 扩展阅读
- 維基物種上的相關：野龙竹